# Терра-Ча
Терра-Ча (исп. Tierra Llana,  галис. Terra Chá)  — район (комарка) в Испании, входит в провинцию Луго в составе автономного сообщества Галисия.

## Муниципалитеты
1. Абадин
2. Бегонте
3. Кастро-де-Рей
4. Коспейто
5. Гитирис
6. Мурас
7. Вильяльба
8. Хермаде
9. Пасториса